# Venezuela nos Jogos Olímpicos
A Venezuela participou pela primeira vez dos Jogos Olímpicos em 1948, e enviou atletas para competirem em todos os Jogos Olímpicos de Verão desde então. A Venezuela também participa dos Jogos Olímpicos de Inverno desde 1975.
Atletas venezuelanos ganharam um total de 21 medalhas.
O Comitê Olímpico Nacional da Venezuela foi criado em 1935.

## Medalhistas
| Medalha           | Nome                | Jogos                 | Esporte        | Evento                         |
| ----------------- | ------------------- | --------------------- | -------------- | ------------------------------ |
| Medalha de bronze | Arnoldo Devonish    | 1952 Helsinque        | Atletismo      | Salto triplo masculino         |
| Medalha de bronze | Enrico Forcella     | 1960 Roma             | Tiro           | Carabina deitado               |
| Medalha de ouro   | Francisco Rodriguez | 1968 Cidade do México | Boxe           | Peso mosca-ligeiro             |
| Medalha de prata  | Pedro Gamarro       | 1976 Montreal         | Boxe           | Peso meio-médio                |
| Medalha de prata  | Bernardo Piñango    | 1980 Moscou           | Boxe           | Peso galo                      |
| Medalha de bronze | Marcelino Bolivar   | 1984 Los Angeles      | Boxe           | Peso mosca-ligeiro             |
| Medalha de bronze | Omar Catari         | 1984 Los Angeles      | Boxe           | Peso pena                      |
| Medalha de bronze | Rafael Vidal        | 1984 Los Angeles      | Natação        | 200 metros borboleta masculino |
| Medalha de bronze | Adriana Carmona     | 2004 Atenas           | Taekwondo      | Mais de 67 kg feminino         |
| Medalha de bronze | Israel José Rubio   | 2004 Atenas           | Halterofilismo | Até 62 kg masculino            |
| Medalha de bronze | Dalia Contreras     | 2008 Pequim           | Taekwondo      | Até 49 kg feminino             |
| Medalha de ouro   | Rubén Limardo       | 2012 Londres          | Esgrima        | Espada individual              |
| Medalha de prata  | Yulimar Rojas       | 2016 Rio de Janeiro   | Atletismo      | Salto Triplo F                 |
| Medalha de bronze | Yoel Finol          | 2016 Rio de Janeiro   | Boxe           | Peso mosca Masculino           |
| Medalha de bronze | Stefany Hernandez   | 2016 Rio de Janeiro   | Ciclismo       | BMX Feminino                   |
| Medalha de ouro   | Yulimar Rojas       | 2020 Tóquio           | Atletismo      | Salto Triplo F                 |
| Medalha de prata  | Julio Mayora        | 2020 Tóquio           | Halterofilismo | 73 kg Masculino                |
| Medalha de prata  | Keydomar Vallenilla | 2020 Tóquio           | Halterofilismo | 96 kg Masculino                |
| Medalha de prata  | Daniel Dhers        | 2020 Tóquio           | Ciclismo       | BMX Freestyle M                |

## Quadro de medalhas
| Jogos                    | Ouro | Prata | Bronze | Total |
| 1948 Londres             | 0    | 0     | 0      | 0     |
| 1952 Helsinque           | 0    | 0     | 1      | 1     |
| 1956 Melbourne/Estocolmo | 0    | 0     | 0      | 0     |
| 1960 Roma                | 0    | 0     | 1      | 1     |
| 1964 Tóquio              | 0    | 0     | 0      | 0     |
| 1968 Cidade do México    | 1    | 0     | 0      | 1     |
| 1972 Munique             | 0    | 0     | 0      | 0     |
| 1976 Montreal            | 0    | 1     | 0      | 1     |
| 1980 Moscou              | 0    | 1     | 0      | 1     |
| 1984 Los Angeles         | 0    | 0     | 3      | 3     |
| 1988 Seul                | 0    | 0     | 0      | 0     |
| 1992 Barcelona           | 0    | 0     | 0      | 0     |
| 1996 Atlanta             | 0    | 0     | 0      | 0     |
| 2000 Sydney              | 0    | 0     | 0      | 0     |
| 2004 Atenas              | 0    | 0     | 2      | 2     |
| 2008 Pequim              | 0    | 0     | 1      | 1     |
| 2012 Londres             | 1    | 0     | 0      | 1     |
| 2016 Rio de Janeiro      | 0    | 1     | 2      | 3     |
| 2020 Tóquio              | 1    | 3     | 0      | 4     |
| Total                    | 4    | 7     | 10     | 21    |

### Medalhas por esporte
| Esporte        | Ouro | Prata | Bronze | Total |
| Boxe           | 1    | 3     | 2      | 6     |
| Atletismo      | 1    | 1     | 1      | 3     |
| Taekwondo      | 1    | 0     | 3      | 4     |
| Esgrima        | 1    | 0     | 0      | 1     |
| Ciclismo       | 0    | 1     | 1      | 2     |
| Natação        | 0    | 0     | 1      | 1     |
| Tiro           | 0    | 0     | 1      | 1     |
| Halterofilismo | 0    | 0     | 1      | 1     |
| Total          | 4    | 7     | 10     | 21    |